# Xã Bazine, Quận Ness, Kansas
Xã Bazine (tiếng Anh: Bazine Township) là một xã thuộc quận Ness, tiểu bang Kansas, Hoa Kỳ. Năm 2010, dân số của xã này là 454 người.